# Adam Symansky
Adam Symansky (* vor 1970) ist ein Filmproduzent und Dokumentarfilmer.

## Karriere
Symansky Filmkarriere begann im Jahr 1978 als Filmproduzent bei dem Dokumentar-Kurzfilm The Wages of Work. Symansky wurde zweimal bei den Genie Awards nominiert und erhielt diese Auszeichnung im Jahr 1983 für seine Beteiligung an dem Film The Devil at Your Heels. Des Weiteren wurde er viermal (1988 für The King Chronicle, 2002 für Ted Allan: Minstrel Boy of the Twentieth Century, 2005 Alter Egos und 2010 Reel Injun) für einen Gemini Award nominiert.
Bei der Oscarverleihung 1984 wurden er und Cynthia Scott mit einem Oscar für den Dokumentarfilm Flamenco at 5:15 in der Kategorie „Bester Dokumentar-Kurzfilm“ ausgezeichnet. Im Laufe seiner Filmkarriere wirkte Adam Symansky bei über 100 Produktionen als Filmproduzent mit und stand dreimal selbst vor der Kamera, so sah man ihn im Jahr 1987 in Docudrama: Fact and Fiction, 1995 in Donald Brittain: Filmmaker und 2014 in Documenting John Grierson.

## Filmografie (Auswahl)
- 1978: The Wages of Work (Dokumentar-Kurzfilm)
- 1981: The Devil at Your Heels
- 1983: Flamenco at 5:15 (Dokumentar-Kurzfilm)
- 1988: The King Chronicle (3-teilige Dokumentation)
- 1992: Die Konsensfabrik. Noam Chomsky und die Medien (Manufacturing Consent: Noam Chomsky and the Media, Dokumentarfilm)
- 1997: Caregivers (5-teilige Dokumentation)
- 2005: Der Preis für den Frieden (The Peacekeepers)